# Escerdilaides (fill de Genci)
Escerdilaides (grec antic: Σκερδιλαΐδας, llatí: Scerdilaedas) va ser el fill de Genci, rei de la tribu dels labeates d'Il·líria.
Els romans el van fer presoner al final de la guerra que hi va haver l'any 168 aC entre Roma i Il·líria, juntament amb el seu pare, i va ser portat captiu a la capital de l'Imperi també junt amb el seu pare i el seu germà Pleurat. En parla Titus Livi.